# شبرق زغبي
الشبرق الزغبي أو دبيقة (باللاتينية: Ononis pubescens) نوع نباتي ينتمي إلى جنس الشبرق من الفصيلة البقولية.

## الموئل والانتشار
موطنه المشرق العربي والمغرب العربي ومعظم مناطق جنوب أوروبا.